# Иные (фильм, 2018)
«Ины́е» (англ. Freaks) — научно-фантастический триллер 2018 года режиссёра и сценаристов Зака Липовски и Адама Стейна. Премьера фильма состоялась на Кинофестивале в Торонто 8 сентября 2018 года. В США фильм вышел 13 сентября 2019 года. В России фильм вышел 24 октября 2019 года.

## Сюжет
В уединенном домике одного из районов Лос-Анджелеса живут маленькая девочка Хлоя и ее заботливый отец. Вполне нормальная семья, если не считать, что девочка одним взглядом может поднять в воздух тяжеленный шкаф, а у отца всегда наготове снятый с предохранителя пистолет. Каждый день, уходя из дома, папа запирает дочь, и категорически запрещает открывать дверь. Ей нельзя ни с кем разговаривать и не позволено даже подходить к окну. Единственное развлечение девочки: тайком наблюдать из-за занавесок за фургончиком мороженщика, который целыми днями торчит возле их дома. Играет музыка и таинственной голос призывает её отпереть дверь и полакомиться сладеньким. Малышке так хочется мороженого, но ведь папа сказал, что это смертельно опасно: никто не должен её видеть! И вот однажды девочка нарушает запрет, и начинаются самые невероятные события, которые только можно представить.

## В ролях
- Лекси Колкер — Хлоя Льюис / Элеонора Рид
- Эмиль Хирш — Генри Льюис (отец)
- Брюс Дерн — Алан Льюис / мистер Сноукон
- Аманда Крю — Мэри Льюис
- Грейс Пак — агент Сесилия Рэй
- Алекс Паунович — Роберт Крейген
- Мишель Харрисон — Нэнси Рид
- Ава Телек —  Харпер Рид

## Критика
Фильм получил в основном положительные отзывы кинокритиков. На сайте Rotten Tomatoes фильм имеет рейтинг 90 % на основе 40 рецензий критиков со средней оценкой 7,12 из 10. На сайте Metacritic фильм получил оценку 64 из 100 на основе 10 рецензий, что соответствует статусу «в основном положительные рецензии».